# Гореча Урбан
Гаря́чий У́рбан — ландшафтний заказник місцевого значення в Україні. Розташований у межах міста Чернівці, при вул. Січових стрільців. 
Площа заказника 108 га. Статус даний згідно з рішенням 6-ї сесії обласної ради ХХІІІ скликання від 10.03.1999 року № 14-6/99. Перебуває у віданні: Чоловічий монастир Різдва Пресвятої Богородиці «Горєча», департамент ЖКГ м. Чернівці. 
Статус даний для збереження лісового масиву на правобережному стрімкому схилі річки Прут. Зростають умовно корінні насадження — фрагменти букових (переважає), дубових та грабових лісів з високим флористичним розмаїттям. З рідкісних рослин трапляються підсніжник білосніжний, шафран Гейфеля, коручка чемерникоподібна і гніздівка звичайна. 
Частина території заказника зайнята культовими і господарськими спорудами чоловічого монастиря «Горєча».

## Історія надання статусу
Рішення виконавчого комітету Чернівецької обласної ради депутатів трудящих від 24 лютого 1964 року № 80/5 (пам'ятка природи місцевого значення «Лісопарк Гарячий»); Рішення виконавчого комітету Чернівецької обласної ради народних депутатів від 30 травня 1979 року № 198 (лісопарк місцевого значення «Горячий урбан»); Рішення виконавчого комітету Чернівецької обласної ради народних депутатів від 17 жовтня 1984 року № 216 (парк-пам'ятка садово-паркового мистецтва місцевого значення «Гарячий урбан»); Рішення виконавчого комітету Чернівецької міської ради народних депутатів від 18 лютого 1997 року № 112/3 (передано в безстрокове і безоплатне користування чоловічому монастирю Різдва Пресвятої Богородиці «Гореча» частину території (20 га) парку-пам'ятки садово-паркового мистецтва «Гарячий Урбан»); Рішення 6 сесії Чернівецької обласної ради ХХІІІ скликання від 10 березня 1999 року № 14-6/99 (ландшафтний заказник місцевого значення «Гарячий Урбан»).